# Маршалль, Филипп
Филипп Маршалль (нем. Philipp Marschall; род. 5 февраля 1988, Бад-Зальцунген, Зуль) — немецкий лыжник, призёр этапа Кубка мира, чемпион мира среди юниоров. Специализируется в дистанционных гонках.

## Карьера
В Кубке мира Маршалль дебютировал 14 февраля 2009 года, в марте 2010 года единственный раз попал в тройку лучших на этапе Кубка мира, в эстафете. Кроме этого на сегодняшний момент имеет 3 попадания в тридцатку лучших на этапах Кубка мира, 2 в личных и 1 в командных гонках. Лучшим достижением Маршалля в общем итоговом зачёте Кубка мира является 162-е место в сезоне 2010/11.
За свою карьеру в чемпионатах мира и Олимпийских играх пока не участвовал. В 2008 году стал чемпионом мира среди юниоров в масс-старте на 20 км свободным ходом.
Использует лыжи и ботинки производства фирмы Fischer.